# UFC on ESPN: Whittaker vs. Gastelum
UFC on ESPN: Whittaker vs. Gastelum (conosciuto anche come UFC on ESPN 22, oppure UFC Vegas 24) è stato un evento di arti marziali miste tenuto dalla Ultimate Fighting Championship il 17 aprile 2021 all'UFC APEX di Las Vegas, negli Stati Uniti.

## Risultati
|                 | Divisione               |                    |                 |                      | Metodo                                              | Round           | Tempo           | Premio          |
| Card Principale | Card Principale         | Card Principale    | Card Principale | Card Principale      | Card Principale                                     | Card Principale | Card Principale | Card Principale |
| --------------- | ----------------------- | ------------------ | --------------- | -------------------- | --------------------------------------------------- | --------------- | --------------- | --------------- |
|                 | Pesi medi               | Robert Whittaker   | batte           | Kelvin Gastelum      | Decisione unanime (50-45, 50-45, 50-45)             | 5               | 5:00            | FOTN            |
|                 | Pesi massimi            | Andrei Arlovski    | batte           | Chase Sherman        | Decisione unanime (29-28, 29-28, 29-28)             | 3               | 5:00            |                 |
|                 | Pesi medi               | Jacob Malkoun      | batte           | Abdul Razak Alhassan | Decisione unanime (30-27, 30-27, 30-27)             | 3               | 5:00            |                 |
|                 | Catchweight (126.5 lbs) | Tracy Cortez       | batte           | Justine Kish         | Decisione non unanime (29-28, 28-29, 30-27)         | 3               | 5:00            |                 |
|                 | Pesi leggeri            | Luis Peña          | batte           | Alexander Munoz      | Decisione non unanime (28–29, 29–28, 29–28)         | 3               | 5:00            |                 |
| Card Principale |                         |                    |                 |                      |                                                     |                 |                 |                 |
|                 | Pesi massimi            | Alexander Romanov  | batte           | Juan Espino          | Decisione non unanime tecnica (29–28, 28–29, 29–28) | 3               | 1:05            |                 |
|                 | Pesi paglia femminili   | Jessica Penne      | batte           | Lupita Godinez       | Decisione non unanime (29–28, 28–29, 29–28)         | 3               | 5:00            |                 |
|                 | Pesi medi               | Gerald Meerschaert | batte           | Bartosz Fabiński     | Sottomissione tecnica (guillotine choke)            | 1               | 2:00            | POTN            |
|                 | Pesi leggeri            | Austin Hubbard     | batte           | Dakota Bush          | Decisione unanime (29–28, 29–28, 29–28)             | 3               | 5:00            |                 |
|                 | Pesi gallo              | Tony Gravely       | batte           | Anthony Birchak      | KO tecnico (pugno)                                  | 2               | 1:31            | POTN            |

## Premi
I lottatori premiati ricevettero un bonus di 50.000 dollari.
Legenda:
- FOTN: Fight of the Night (vengono premiati entrambi gli atleti per il miglior incontro dell'evento)
- POTN: Performance of the Night (viene premiato il vincitore per la migliore performance dell'evento)